# Малотенгинское сельское поселение
Малотенгинское сельское поселение — муниципальное образование в составе Отрадненского района Краснодарского края России.
В рамках административно-территориального устройства Краснодарского края ему соответствует Малотенгинский сельский округ.
Административный центр — станица Малотенгинская.

## География
Площадь — 129,3 км². По территории протекает река Уруп.

## Население
| 2010  | 2012  | 2013  | 2014  | 2015  | 2016  | 2017  |
| ----- | ----- | ----- | ----- | ----- | ----- | ----- |
| 2029  | ↘2001 | ↗2011 | ↘2008 | ↗2043 | ↘2041 | ↘2029 |
| 2018  | 2019  | 2020  | 2021  | 2023  |       |       |
| ↗2031 | ↘1996 | ↗2005 | ↗2073 | ↘2062 |       |       |

## Населённые пункты
В состав сельского поселения (сельского округа) входят 5 населённых пунктов:
| № | Населённый пункт  | Тип населённого пункта | Население (чел.) |
| - | ----------------- | ---------------------- | ---------------- |
| 1 | Малотенгинская    | станица                | ↗1574            |
| 2 | Ленина            | хутор                  | ↗203             |
| 3 | Саньков           | хутор                  | ↘128             |
| 4 | Удобно-Покровский | хутор                  | ↘0               |
| 5 | Хлопонин          | хутор                  | ↘124             |